# Karim Sow
Karim Sow, né le 22 mai 2003 à Payerne en Suisse, est un footballeur suisse, qui évolue au poste de défenseur central au FC Lausanne-Sport.

## Biographie

### En club
Né à Payerne en Suisse, Karim Sow est notamment formé par le BSC Young Boys avant de rejoindre en 2021 le FC Lausanne-Sport, où il est dans un premier temps intégré à l'équipe réserve du club.
Il joue son premier match de Super League le 22 août 2021 contre le FC Bâle. Il est titularisé et les deux équipes se neutralisent (2-2 score final),. Le 10 novembre 2021, le club décide de prolonger son contrat, à lui et son coéquipier Anel Husić.
Lors de l'été 2023, Karim Sow est prêté par Lausanne et pour une saison au Stade Nyonnais, club venant tout juste d'être promu en deuxième division suisse,.
Il fait alors ses débuts en Challenge League, jouant son premier match le 11 août 2023 contre le FC Schaffhouse. Il entre en jeu et voit son équipe l'emporter par deux buts à un.
De retour au FC Lausanne-Sport, Sow marque son premier but pour le club et en professionnel le 31 août 2024, à l'occasion d'une rencontre de championnat face au BSC Young Boys. Titularisé pour la première fois de la saison, il est l'auteur du but égalisateur de son équipe (1-1 score final),. Il s'impose ensuite comme un titulaire régulier sous les ordres de Ludovic Magnin, étant l'un des joueurs les plus utilisés lors de la saison 2024-2025 et est considéré comme l'une des révélations pour le club de Lausanne.

### En sélection
Karim Sow représente la Suisse, en sélection. Il commence avec les moins de 19 ans, jouant sept matchs avec cette sélection, tous en 2021.